# Saxtorpsskogens naturreservat
Saxtorpsskogens naturreservat är ett kommunalt naturreservat i Landskrona kommun i Skåne län.
Området är naturskyddat sedan 2020 och är 110 hektar stort. Reservatet ligger söder om Landskrona strax innanför kusten och består av en på sanddyner planterad tallskog som mer och mer utvecklats till en blandskog.